# Nikolaj Iliev
Nikolaj Stefanov Iliev (in bulgaro Николай Стефанов Илиев?; Sofia, 31 marzo 1964) è un ex calciatore bulgaro, di ruolo difensore.

## Carriera

### Club
È stato eletto calciatore bulgaro dell'anno nel 1987 quando militava nel Levski Sofia. In Italia ha giocato nel Bologna negli anni 1989-1991

### Nazionale
Giocò nella nazionale bulgara che arrivò quarta ai mondiali Usa 1994 dopo aver perso con l'Italia in semifinale e con la Svezia nella finale per il terzo e quarto posto.

## Statistiche

### Cronologia presenze e reti in nazionale
| Cronologia completa delle presenze e delle reti in nazionale ― Bulgaria | Cronologia completa delle presenze e delle reti in nazionale ― Bulgaria | Cronologia completa delle presenze e delle reti in nazionale ― Bulgaria | Cronologia completa delle presenze e delle reti in nazionale ― Bulgaria | Cronologia completa delle presenze e delle reti in nazionale ― Bulgaria | Cronologia completa delle presenze e delle reti in nazionale ― Bulgaria | Cronologia completa delle presenze e delle reti in nazionale ― Bulgaria | Cronologia completa delle presenze e delle reti in nazionale ― Bulgaria |
| Data                                                                    | Città                                                                   | In casa                                                                 | Risultato                                                               | Ospiti                                                                  | Competizione                                                            | Reti                                                                    | Note                                                                    |
| ----------------------------------------------------------------------- | ----------------------------------------------------------------------- | ----------------------------------------------------------------------- | ----------------------------------------------------------------------- | ----------------------------------------------------------------------- | ----------------------------------------------------------------------- | ----------------------------------------------------------------------- | ----------------------------------------------------------------------- |
| 8-6-1984                                                                | Copenaghen                                                              | Danimarca                                                               | 1 – 1                                                                   | Bulgaria                                                                | Amichevole                                                              | -                                                                       | 46’                                                                     |
| 5-2-1985                                                                | Santiago de Querétaro                                                   | Bulgaria                                                                | 1 – 0                                                                   | Svizzera                                                                | Amichevole                                                              | -                                                                       | 74’                                                                     |
| 6-2-1985                                                                | Santiago de Querétaro                                                   | Bulgaria                                                                | 2 – 2                                                                   | Polonia                                                                 | Amichevole                                                              | -                                                                       |                                                                         |
| 6-4-1985                                                                | Sofia                                                                   | Bulgaria                                                                | 1 – 0                                                                   | Germania Est                                                            | Qual. Mondiali 1986                                                     | -                                                                       |                                                                         |
| 17-4-1985                                                               | Augusta                                                                 | Germania Ovest                                                          | 4 – 1                                                                   | Bulgaria                                                                | Amichevole                                                              | -                                                                       |                                                                         |
| 27-8-1985                                                               | Los Angeles                                                             | Bulgaria                                                                | 1 – 1                                                                   | Messico                                                                 | Amichevole                                                              | -                                                                       | 85’                                                                     |
| 10-9-1986                                                               | Glasgow                                                                 | Scozia                                                                  | 0 – 0                                                                   | Bulgaria                                                                | Qual. Euro 1988                                                         | -                                                                       |                                                                         |
| 29-10-1986                                                              | Tunisi                                                                  | Tunisia                                                                 | 3 – 3                                                                   | Bulgaria                                                                | Amichevole                                                              | 1                                                                       |                                                                         |
| 19-11-1986                                                              | Bruxelles                                                               | Belgio                                                                  | 1 – 1                                                                   | Bulgaria                                                                | Qual. Euro 1988                                                         | -                                                                       |                                                                         |
| 1-4-1987                                                                | Sofia                                                                   | Bulgaria                                                                | 2 – 1                                                                   | Irlanda                                                                 | Qual. Euro 1988                                                         | -                                                                       |                                                                         |
| 30-4-1987                                                               | Lussemburgo                                                             | Lussemburgo                                                             | 1 – 4                                                                   | Bulgaria                                                                | Qual. Euro 1988                                                         | -                                                                       |                                                                         |
| 20-5-1987                                                               | Sofia                                                                   | Bulgaria                                                                | 3 – 0                                                                   | Lussemburgo                                                             | Qual. Euro 1988                                                         | -                                                                       |                                                                         |
| 23-9-1987                                                               | Sofia                                                                   | Bulgaria                                                                | 2 – 0                                                                   | Belgio                                                                  | Qual. Euro 1988                                                         | -                                                                       | 55’                                                                     |
| 14-10-1987                                                              | Dublino                                                                 | Irlanda                                                                 | 2 – 0                                                                   | Bulgaria                                                                | Qual. Euro 1988                                                         | -                                                                       |                                                                         |
| 11-11-1987                                                              | Sofia                                                                   | Bulgaria                                                                | 0 – 1                                                                   | Scozia                                                                  | Qual. Euro 1988                                                         | -                                                                       |                                                                         |
| 21-1-1988                                                               | Al Rayyan                                                               | Qatar                                                                   | 2 – 3                                                                   | Bulgaria                                                                | Amichevole                                                              | -                                                                       |                                                                         |
| 23-1-1988                                                               | Dubai                                                                   | Emirati Arabi Uniti                                                     | 0 – 3                                                                   | Bulgaria                                                                | Amichevole                                                              | 1                                                                       |                                                                         |
| 26-1-1988                                                               | Dubai                                                                   | Emirati Arabi Uniti                                                     | 1 – 3                                                                   | Bulgaria                                                                | Amichevole                                                              | -                                                                       |                                                                         |
| 3-2-1988                                                                | Il Cairo                                                                | Egitto                                                                  | 1 – 0                                                                   | Bulgaria                                                                | Amichevole                                                              | -                                                                       |                                                                         |
| 23-3-1988                                                               | Sofia                                                                   | Bulgaria                                                                | 2 – 0                                                                   | Cecoslovacchia                                                          | Amichevole                                                              | -                                                                       |                                                                         |
| 13-4-1988                                                               | Burgas                                                                  | Bulgaria                                                                | 1 – 1                                                                   | Germania Est                                                            | Amichevole                                                              | -                                                                       |                                                                         |
| 24-5-1988                                                               | Rotterdam                                                               | Paesi Bassi                                                             | 1 – 2                                                                   | Bulgaria                                                                | Amichevole                                                              | 1                                                                       |                                                                         |
| 4-8-1988                                                                | Vaasa                                                                   | Finlandia                                                               | 1 – 1                                                                   | Bulgaria                                                                | Amichevole                                                              | -                                                                       |                                                                         |
| 7-8-1988                                                                | Reykjavík                                                               | Islanda                                                                 | 2 – 3                                                                   | Bulgaria                                                                | Amichevole                                                              | -                                                                       |                                                                         |
| 9-8-1988                                                                | Oslo                                                                    | Norvegia                                                                | 1 – 1                                                                   | Bulgaria                                                                | Amichevole                                                              | -                                                                       |                                                                         |
| 21-9-1988                                                               | Sofia                                                                   | Bulgaria                                                                | 2 – 2                                                                   | Unione Sovietica                                                        | Amichevole                                                              | -                                                                       |                                                                         |
| 19-10-1988                                                              | Sofia                                                                   | Bulgaria                                                                | 1 – 3                                                                   | Romania                                                                 | Qual. Mondiali 1990                                                     | -                                                                       | 46’                                                                     |
| 2-11-1988                                                               | Copenaghen                                                              | Danimarca                                                               | 1 – 1                                                                   | Bulgaria                                                                | Qual. Mondiali 1990                                                     | -                                                                       |                                                                         |
| 24-12-1988                                                              | Sharjah                                                                 | Emirati Arabi Uniti                                                     | 0 – 1                                                                   | Bulgaria                                                                | Amichevole                                                              | -                                                                       |                                                                         |
| 21-2-1989                                                               | Sofia                                                                   | Bulgaria                                                                | 1 – 2                                                                   | Unione Sovietica                                                        | Amichevole                                                              | -                                                                       |                                                                         |
| 22-3-1989                                                               | Sofia                                                                   | Bulgaria                                                                | 1 – 2                                                                   | Germania Ovest                                                          | Amichevole                                                              | 1                                                                       |                                                                         |
| 26-4-1989                                                               | Sofia                                                                   | Bulgaria                                                                | 0 – 2                                                                   | Danimarca                                                               | Qual. Mondiali 1990                                                     | -                                                                       | 79’                                                                     |
| 20-9-1989                                                               | Cesena                                                                  | Italia                                                                  | 4 – 0                                                                   | Bulgaria                                                                | Amichevole                                                              | -                                                                       | [ 1 ]                                                                   |
| 12-9-1990                                                               | Ginevra                                                                 | Svizzera                                                                | 2 – 0                                                                   | Bulgaria                                                                | Qual. Euro 1992                                                         | -                                                                       | 86’                                                                     |
| 17-10-1990                                                              | Bucarest                                                                | Romania                                                                 | 0 – 3                                                                   | Bulgaria                                                                | Qual. Euro 1992                                                         | -                                                                       | 28’                                                                     |
| 27-3-1991                                                               | Glasgow                                                                 | Scozia                                                                  | 1 – 1                                                                   | Bulgaria                                                                | Qual. Euro 1992                                                         | -                                                                       |                                                                         |
| 1-5-1991                                                                | Sofia                                                                   | Bulgaria                                                                | 2 – 3                                                                   | Svizzera                                                                | Qual. Euro 1992                                                         | -                                                                       |                                                                         |
| 25-9-1991                                                               | Sofia                                                                   | Bulgaria                                                                | 2 – 1                                                                   | Italia                                                                  | Amichevole                                                              | -                                                                       | 68’                                                                     |
| 16-10-1991                                                              | Sofia                                                                   | Bulgaria                                                                | 4 – 0                                                                   | San Marino                                                              | Qual. Euro 1992                                                         | 1                                                                       |                                                                         |
| 20-11-1991                                                              | Sofia                                                                   | Bulgaria                                                                | 1 – 1                                                                   | Romania                                                                 | Qual. Euro 1992                                                         | -                                                                       | 56’                                                                     |
| 28-4-1992                                                               | Berna                                                                   | Svizzera                                                                | 0 – 2                                                                   | Bulgaria                                                                | Amichevole                                                              | -                                                                       |                                                                         |
| 14-5-1992                                                               | Helsinki                                                                | Finlandia                                                               | 0 – 3                                                                   | Bulgaria                                                                | Qual. Mondiali 1994                                                     | -                                                                       | 58’                                                                     |
| 19-8-1992                                                               | Sofia                                                                   | Bulgaria                                                                | 1 – 1                                                                   | Messico                                                                 | Amichevole                                                              | -                                                                       |                                                                         |
| 26-8-1992                                                               | Trebisonda                                                              | Turchia                                                                 | 3 – 2                                                                   | Bulgaria                                                                | Amichevole                                                              | -                                                                       |                                                                         |
| 9-9-1992                                                                | Sofia                                                                   | Bulgaria                                                                | 2 – 0                                                                   | Francia                                                                 | Qual. Mondiali 1994                                                     | -                                                                       | 22’                                                                     |
| 11-11-1992                                                              | Saint-Ouen-sur-Seine                                                    | Portogallo                                                              | 2 – 1                                                                   | Bulgaria                                                                | Amichevole                                                              | -                                                                       |                                                                         |
| 2-12-1992                                                               | Tel Aviv                                                                | Israele                                                                 | 0 – 2                                                                   | Bulgaria                                                                | Qual. Mondiali 1994                                                     | -                                                                       |                                                                         |
| 14-4-1993                                                               | Vienna                                                                  | Austria                                                                 | 3 – 1                                                                   | Bulgaria                                                                | Qual. Mondiali 1994                                                     | -                                                                       |                                                                         |
| 3-6-1994                                                                | Sofia                                                                   | Bulgaria                                                                | 1 – 1                                                                   | Ucraina                                                                 | Amichevole                                                              | -                                                                       | 46’                                                                     |
| Totale                                                                  |                                                                         | Presenze                                                                | 49                                                                      |                                                                         | Reti                                                                    | 5                                                                       |                                                                         |

## Palmarès

### Club

#### Competizioni nazionali
- Campionato di calcio bulgaro: 2

Levski Sofia: 1983-1984, 1984-1985
- Coppa di Bulgaria: 1

Levski Sofia: 1983-1984

### Individuale
- Calciatore bulgaro dell'anno: 1

1987